# Brownsville
Brownsville es una ciudad ubicada en el condado de Cameron en el estado estadounidense de Texas. En el Censo de 2016 tenía una población de 479.743 habitantes y una densidad poblacional de 662 personas por km². Se encuentra en el extremo sur del estado, junto al río Bravo, que a la vez colinda con la ciudad fronteriza de Matamoros, Tamaulipas, México, cerca de su desembocadura en el golfo de México.

## Historia
Brownsville fue fundada por Charles Stillman el 13 de enero de 1849. Stillman fue quien recibió el territorio lindante a Fort Brown como pago por sus servicios de transporte de tropas a través del Río Grande en la guerra de Estados Unidos y México. Más tarde adquirió el territorio a los hijos del propietario legal y procedió a venderlo por parcelas. Las calles llevaban inicialmente los nombres propios de su padre, madre y el mismo, aunque quien puso las placas les añadió "Santo". El 3 de abril de 1984, una masacre deja como saldo a 17 víctimas en los miembros de la secta Children Of The Fold.

## Geografía
Brownsville se encuentra ubicada en las coordenadas 26°1′6″N 97°27′14″O / 26.01833, -97.45389. Según la Oficina del Censo de los Estados Unidos, Brownsville tiene una superficie total de 378,87 km², de la cual 342,73 km² corresponden a tierra firme y (9,54%) 36,13 km² es agua.

### Clima
| Parámetros climáticos promedio de Aeropuerto Internacional de Brownsville/South Padre Island, Texas (normales 1991−2020, extremos 1878−presente) | Parámetros climáticos promedio de Aeropuerto Internacional de Brownsville/South Padre Island, Texas (normales 1991−2020, extremos 1878−presente) | Parámetros climáticos promedio de Aeropuerto Internacional de Brownsville/South Padre Island, Texas (normales 1991−2020, extremos 1878−presente) | Parámetros climáticos promedio de Aeropuerto Internacional de Brownsville/South Padre Island, Texas (normales 1991−2020, extremos 1878−presente) | Parámetros climáticos promedio de Aeropuerto Internacional de Brownsville/South Padre Island, Texas (normales 1991−2020, extremos 1878−presente) | Parámetros climáticos promedio de Aeropuerto Internacional de Brownsville/South Padre Island, Texas (normales 1991−2020, extremos 1878−presente) | Parámetros climáticos promedio de Aeropuerto Internacional de Brownsville/South Padre Island, Texas (normales 1991−2020, extremos 1878−presente) | Parámetros climáticos promedio de Aeropuerto Internacional de Brownsville/South Padre Island, Texas (normales 1991−2020, extremos 1878−presente) | Parámetros climáticos promedio de Aeropuerto Internacional de Brownsville/South Padre Island, Texas (normales 1991−2020, extremos 1878−presente) | Parámetros climáticos promedio de Aeropuerto Internacional de Brownsville/South Padre Island, Texas (normales 1991−2020, extremos 1878−presente) | Parámetros climáticos promedio de Aeropuerto Internacional de Brownsville/South Padre Island, Texas (normales 1991−2020, extremos 1878−presente) | Parámetros climáticos promedio de Aeropuerto Internacional de Brownsville/South Padre Island, Texas (normales 1991−2020, extremos 1878−presente) | Parámetros climáticos promedio de Aeropuerto Internacional de Brownsville/South Padre Island, Texas (normales 1991−2020, extremos 1878−presente) | Parámetros climáticos promedio de Aeropuerto Internacional de Brownsville/South Padre Island, Texas (normales 1991−2020, extremos 1878−presente) |
| Mes | Ene. | Feb. | Mar. | Abr. | May. | Jun. | Jul. | Ago. | Sep. | Oct. | Nov. | Dic. | Anual |
| --- | --- | --- | --- | --- | --- | --- | --- | --- | --- | --- | --- | --- | --- |
| Temp. máx. abs. (°C) | 35 | 34.4 | 41.1 | 40 | 38.9 | 40 | 40 | 41.1 | 40.6 | 37.2 | 36.7 | 34.4 | 41.1 |
| Temp. máx. media (°C) | 22.6 | 24.6 | 27 | 29.8 | 32.4 | 34.4 | 35 | 35.7 | 33.4 | 30.7 | 26.8 | 23.4 | 29.7 |
| Temp. media (°C) | 17.2 | 19.2 | 21.8 | 24.8 | 27.8 | 29.8 | 30.2 | 30.6 | 28.6 | 25.6 | 21.4 | 18.1 | 24.6 |
| Temp. mín. media (°C) | 11.7 | 13.8 | 16.7 | 19.8 | 23.2 | 25.1 | 25.4 | 25.4 | 23.7 | 20.3 | 16 | 12.6 | 19.5 |
| Temp. mín. abs. (°C) | -7.8 | -11.1 | -2.2 | 2.8 | 5 | 13.3 | 14.4 | 17.2 | 10.6 | 1.7 | -2.8 | -8.9 | -11.1 |
| Precipitación total (mm) | 27.4 | 26.2 | 36.8 | 37.3 | 56.4 | 72.6 | 50.3 | 54.9 | 145.5 | 97.3 | 44.7 | 30.7 | 680.2 |
| Días de precipitaciones (≥ 0.2 mm) | 7.3 | 5.5 | 4.4 | 4.0 | 4.9 | 5.9 | 5.3 | 6.6 | 10.0 | 7.5 | 6.0 | 7.0 | 74.4 |
| Horas de sol | 130.6 | 151.3 | 206.8 | 232.7 | 266.4 | 306.5 | 334.4 | 306.4 | 252.0 | 228.3 | 166.2 | 130.7 | 2712.3 |
| Humedad relativa (%) | 79.3 | 77.4 | 74.6 | 75.1 | 76.5 | 75.0 | 73.2 | 73.8 | 76.3 | 75.3 | 76.1 | 78.2 | 75.9 |
| Fuente n.º 1: NOAA (humedad y horas de sol 1961−1990)                                                                                            | | | | | | | | | | | | | |
| Fuente n.º 2: Weather Atlas | | | | | | | | | | | | | |

## Demografía
Según el censo de 2010, había 175 023 personas residiendo en Brownsville. La densidad de población era de 461,97 hab./km². De los 175 023 habitantes, Brownsville estaba compuesto por el 87,98 % blancos, el 0,41 % eran afroamericanos, el 0,35 % eran amerindios, el 0,68 % eran asiáticos, el 0,02 % eran isleños del Pacífico, el 9,10 % eran de otras razas y el 1,46 % pertenecían a dos o más razas. Del total de la población el 93,19 % eran hispanos o latinos de cualquier raza.

## Gobierno
Brownsville tiene un estilo de Cabildo-Director del Gobierno. El alcalde y seis Miembros de un Cabildo de la Ciudad, dos En-Grande y cuatro Distrito, sirve tambaleó cuatro términos de año. Cada dos años, tres asientos del Cabildo se votan para, uno En-Grande y dos Distritos. Las elecciones generales se convocan el primer sábado de mayo en años numerados impares, organizadas por la Oficina del Secretario de la Ciudad. Esto implica administrando los papeles de appropiate para un candidato para ser incluidos en la votación. El Secretario de la Ciudad es también responsable de llevar registro en los candidatos, principalmente sus Informes de Finanzas de Campaña. La Oficina del Secretario de la Ciudad cuenta los votos y declara a un ganador. En Texas, las elecciones locales son independientes y por tanto los candidatos se presentan sin afiliación política. Bajo este sistema, no es infrecuente que varios candidatos se apoyen unos a otros aunque sostengan políticas distintas. Para presentarse en elecciones independientes, no hace falta que el interesado sea respaldado por un partido político y puede nominarse a sí mismo. La Oficina del Secretario de la Ciudad entonces verificará que el interesado cumple los requisitos para tomar un cargo político. Un candidato para la oficina local debe recibir una mayoría del voto. Si no la consigue, la Oficina de Secretario de Ciudad pondrá la fecha como necesitado. En el caso de que un Miembro del Cabildo o el alcalde dimita de su cargo, habrá una elección especial para llenar el puesto.

## Educación
Tiene el campus Brownsville de la Universidad de Texas de El Valle del Río Grande (anteriormente la Universidad de Texas en Brownsville).
El Distrito Escolar Independiente de Brownsville gestiona escuelas públicas.

## Ciudades hermanas
- Lázaro Cárdenas, Michoacán, México
- Heroica Matamoros, Tamaulipas, México[12]